# Turansko prokletstvo
Turansko prokletstvo (mađ. Turáni átok), narodno vjerovanje da su Mađari već dugi niz stoljeća pod utjecajem zle čarolije, koja se očituje kao manjak nacionalnog zajedništva, prevladavajući pesimizam, nesreće i suočavanje s velikim povijesnim katastrofama. Legenda se dovodi u vezu s vladavinom kneza i prvog mađarskog kralja Stjepana I. Svetog (997.-1038.), koji je kao gorljivi pristalica kršćanstva krenuo u nasilno pokrštavanje preostalih mađarskih pogana na području svog kraljevstva. Šamani poganske religije pred istrebljenjem, navodno su bacili kletvu na sve Mađare koje će trajati tisuću godina ili čak zauvijek.
Vjerojatnost je da je legenda suvremenijeg postanka, moguće nastala sredinom 19. stoljeća u vrijeme nakon što je slomljena Mađarska revolucija (1848.), što je među narodom dovelo do osjećaja gubitka, poraza i pesimizma. Nešto kasnije su poraz u Prvom svjetskom ratu (1918.) i odredbe Trianonskom sporazumu (1920.) učvrstile stav Mađara kako ih je napustila sreća.
Među nacionalne povijesne katastrofe broje se, osim revolucije iz 1848. godine i Trianonskog sporazuma, bitka na rijeci Šaju (1241.) koja je otvorila put mongolske invazije na Ugarsku i Mohačka bitka (1526.) kojom su veliki dijelovi Ugarske potpali pod osmansku vlast, a kraljevina je ostala bez kralja.

## Zanimljivost
Slična percepcija katastrofične povijesti prisutna je i kod Hrvata, koji su bili stoljećima povezani političkom vezom s Mađarima. Ekvivalent Turanskog prokletstva kod Hrvata je takozvana kletva kralja Zvonimira, koja je također ograničena na rok od tisuću godina.